# Innamorato (Riccardo Cocciante)
Innamorato è un album del cantautore italiano Riccardo Cocciante, pubblicato nel 1997. È la versione italiana di un disco uscito due anni prima in lingua francese col titolo di L'instant Présent e con introduzione di alcuni brani inediti.

## Tracce
1. L'attimo presente – 5:01
2. Che storia! – 4:06
3. Ti amo ancora di più – 3:43
4. Harry Loves Mary – 4:08
5. Questi momenti – 4:09
6. Male – 4:15
7. Ti scorderò, ti scorderò – 3:37
8. Grande è la città – 3:22
9. Pelle sulla pelle – 3:59
10. Vacanze insieme sul Mar Nero – 3:52
11. Ho dimenticato – 4:32
12. Innamorato – 3:56

## Formazione
- Riccardo Cocciante - voce e pianoforte
- Claudio Golinelli - basso
- Raphael Padilla - batteria e percussioni
- Tony Smith - tastiera
- Paolo Carta - chitarra acustica ed elettrica
- Leonardo De Amicis - pianoforte e tastiera
- James Harrah, Michael Landau, Michael Thompson - chitarra
- Annie Robert, Paolo Russo, Simona Pirone, Vincenzo Di Toma - cori

## Classifiche
| Classifica (1996-97) | Posizione massima |
| -------------------- | ----------------- |
| Belgio (Vallonia)    | 18                |
| Europa               | 69                |
| Grecia               | 6                 |
| Italia               | 8                 |
| Paesi Bassi          | 31                |

### Classifiche di fine anno
| Classifica (1997) | Posizione |
| ----------------- | --------- |
| Italia            | 28        |